# Heinrich Kieber
Heinrich Kieber (* 30. März 1965, auch genannt Henry) ist ein ehemaliger Mitarbeiter der liechtensteinischen LGT Treuhand AG und vermutlich Informant des Bundesnachrichtendiensts. Er lebte bis 2002 in Mauren (Liechtenstein). 

## Liechtensteiner Steueraffäre
Weltweite Bekanntheit erlangte er, als er im Februar 2008 in internationalen Medien als der bis dahin unbekannte Informant des Bundesnachrichtendienstes identifiziert wurde, der für ca. 4,6 Millionen Euro mehrere DVDs mit den Kundendaten mutmaßlicher Steuerhinterzieher verkaufte und damit maßgeblich zur Aufdeckung der aufsehenerregenden Liechtensteiner Steueraffäre beitrug. Er hatte Zugang zu den Daten erhalten, als ihn die LGT-Treuhand damit beauftragte, ihr Papierarchiv zu digitalisieren.
Diese Identifizierung ist aber nicht abschließend gesichert. Die Süddeutsche Zeitung berichtete unter Berufung auf Interna aus dem Geheimdienstausschuss im Deutschen Bundestag, es müsse eine weitere Quelle geben, da Kieber 2002 nach einem ersten Versuch, die LGT mit gestohlenen Daten zu erpressen, entlassen und durch ein Liechtensteiner Gericht zu vier Jahren Freiheitsstrafe verurteilt worden war. Heinrich Kieber selbst schreibt in seinem Buch, dass er von sich aus im August 2002 bei der LGT mit Frist zum 30. November 2002 gekündigt hat und dass er das Tagessicherungsband mit den Daten erst zwischen August und November 2002 entwendet habe. Er habe außerdem Anfang 2003 nicht die LGT damit erpresst, sondern versucht, den Fürst von Liechtenstein, Hans-Adam II., zu nötigen. Dafür und für Betrug bei einem Wohnungskauf in Barcelona 1996 wurde er erstinstanzlich zu vier Jahren Haft verurteilt. In der zweiten Instanz wurde das Urteil in ein Jahr Haft umgewandelt und zur Bewährung ausgesetzt. 
Die deutschen Steuerbehörden verfügten aber über Unterlagen bis 2005. Kieber könnte bewusst als Informant lanciert worden sein, um die wahre Quelle zu schützen.

## Berichterstattung in den Medien
Ein Dokumentarfilm über ihn namens Heinrich Kieber – Datendieb lief am 7. Mai 2010 in Liechtenstein an und erfreut sich größter Beliebtheit.
Das Magazin Stern brachte am 4. August 2010 ein Exklusiv-Interview. Kieber schildert darin, wie Milliarden von Schwarzgeld aus der ganzen Welt nach Liechtenstein geschafft wurden und er die Kontodaten an insgesamt 13 Staaten weitergab. Er verfüge nach eigenen Angaben über Daten von 3929 Stiftungen, Gesellschaften und Trusts sowie von 5828 natürlichen Personen. Davon, so Kieber, seien 46 politisch exponierte Personen, wovon jedoch nur der Fall von Klaus Zumwinkel teilweise öffentlich wurde. Am 8. August 2010 stellte Kieber ein Buch namens „Der Fürst. Der Dieb. Die Daten.“ auf eine Webseite, in dem er die Geschehnisse aus seiner Sicht schildert.
Im Juli 2011 enthüllte die Wirtschaftszeitung The Australian Financial Review, dass Kieber sich seit August 2010 über mehrere Monate unter dem Namen Daniel Wolf als österreichischer Financier im Vorruhestand ausgegeben hatte und in der Stadt Gold Coast, in der Nähe von Brisbane, gelebt hatte. Nachdem die Zeitung Anfang Mai 2011 einen Artikel über Kieber mit einem früheren Foto von Kieber publizierte, tauchte Daniel Wolf unter, stritt aber in einer E-Mail gegenüber der Zeitung ab, Kieber zu sein.
Einen Monat später, Mitte Juni 2011, machte Kieber unter Ausschluss der Öffentlichkeit eine Zeugenaussage über mutmaßliche australische Steuersünder vor dem höchsten Gericht Australiens, dem Federal Court of Australia in Brisbane.
Laut der Zeitung hielt sich Kieber die letzten Jahre an der Ostküste Australiens auf, führte ein einsames Leben unter mehreren falschen Namen und wartete auf seine Zeugenaussage vor dem höchsten Gericht.
Nach den neuesten Erkenntnissen stellte der liechtensteinische Untersuchungsrichter in Vaduz ein Rechtshilfeersuchen an Australien.

## Internationaler Haftbefehl
Nach Abwicklung des „Deals“ wurde Kieber von deutschen Behörden mit einer neuen Identität ausgestattet.
Die Liechtensteiner Polizei fahndet seit dem 11. März 2008 nach Kieber per internationalem Haftbefehl.

## Werke
- Der Fürst. Der Dieb. Die Daten. (Memento vom 15. August 2010 im Internet Archive) (PDF; 5,7 MB) Buch von Heinrich Kieber 2009, veröffentlicht 2010.

## Dokumentarfilm
- Heinrich Kieber – Datendieb. Von Sebastian Frommelt und Sigvard Wohlwend, 2010.